# Gösta Gustavson
Gösta Gustavson, grafiker, född 15 april 1931 i  Stockholm (Johannes församling), död där 2 augusti 2008, var en svensk grafiker, målare och tecknare. Sedan 2007 var han blind.
Gösta Gustavsson är för den allmänna konstpubliken en relativt okänd konstnär, men som med sina naivistiska landskap och stadsbilder, gjort sig känd som en lysande och oerhört skicklig målare. 
Han är representerad vid Stockholms stadsmuseum, Snus- och Tändsticksmuseum och Jönköpings läns museum.
Den 23 februari–9 mars 2008, ställde han ut på Nationalgalleriet; "79 etsningar från Eken + Diverse".